# Casa di Lorenzo Ghiberti

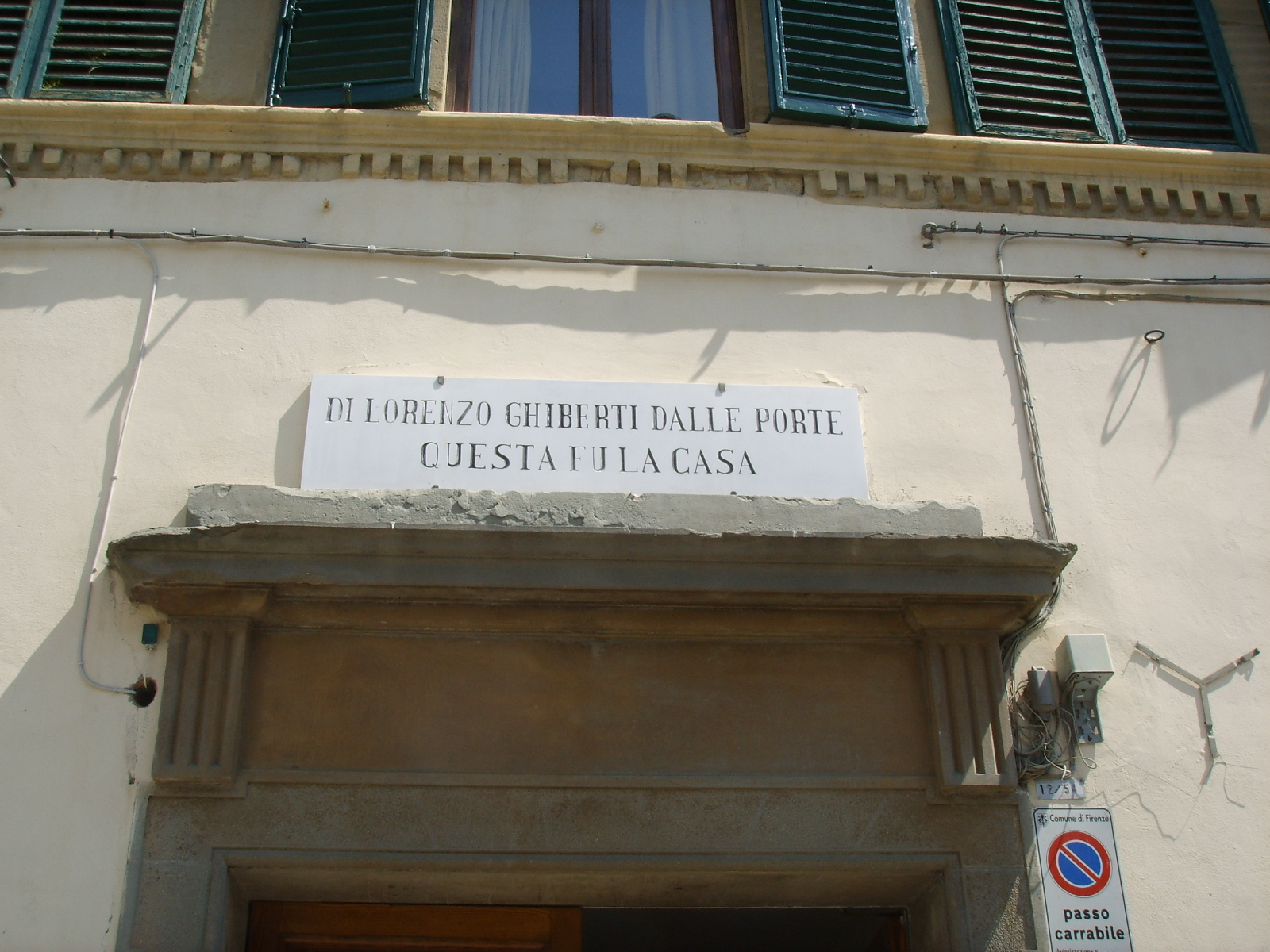
La targa, che ricorda Ghiberti e le "porte" del battistero di Firenze

La casa di Lorenzo Ghiberti è un edificio di Firenze situato in piazza dei Ciompi 11 (anticamente un tratto di Borgo Allegri).

## Storia
La palazzina, per quanto denunci in alcuni elementi in pietra serena le antiche origini, si presenta fortemente rimaneggiata e senza particolari pregi architettonici. Tuttavia si segnala tra le 'case della memoria' per essere stata abitazione di Lorenzo Ghiberti, come dichiara una vistosa lapide recentemente rinnovata posta sull'architrave della porta d'ingresso. 
| DI LORENZO GHIBERTI DELLE PORTE QUESTA FU LA CASA |

Mantenutasi nella proprietà della famiglia dell'artista con Vittore Ghiberti, pervenne successivamente a Pagolo di Niccolò Rovai, che la possedeva nel 1553 e ancora nel 1561. 
Nell'atrio, che introduce a una piccola corte interna, una curiosa iscrizione del 1768 ricorda come, nel giugno di quell'anno, quando la casa era proprietà di Francesco Bocchi, avessero qui trovato riparo i partecipanti alla processione del Santissimo Miracolo di Sant'Ambrogio, colti da "un temporale assai strano". Recita:
| MEMORIA FATTA DA ME FRANCESCO BOCCHI PROPRIETARIO DI QUESTA CASA COME IL DÌ 5 GIUGNIO 1768 PER UN TEMPORALE ASSAI STRANO TROVANDOSI LA PROCESSIONE DEL SS.MO MIRACOLO DI SANTO AMBROGIO IN VIA GHIBELLINA TORNÒ INDIETRO E PER ABBREVIARE LA STRADA PASSÒ DA VIA BORGO ALLEGRI ED EBBE RICOVERO IN QUESTA MIA CASA PER MEZZ'ORA E POSÒ IN QUESTO LUOGO |

L'edificio è oggi sede del Comitato Regionale Toscano dell'Arci. Vista l'importanza del personaggio legato alla dimora è da ricordare come un tempo l'area si connotasse decisamente per la presenza di numerose botteghe di artisti, tanto che poco distante da qui, dall'altro lato di borgo Allegri (dove era questa casa prima che si creasse la piazza dei Ciompi), a quello che era il numero civico 83, la tradizione riconosceva l'abitazione e bottega di Cimabue (e di conseguenza il luogo dove si era formato Giotto), ugualmente contrassegnata da una memoria in marmo e distrutta nel corso dello sventramento del quartiere attuato nel 1936.

## Bibliografia

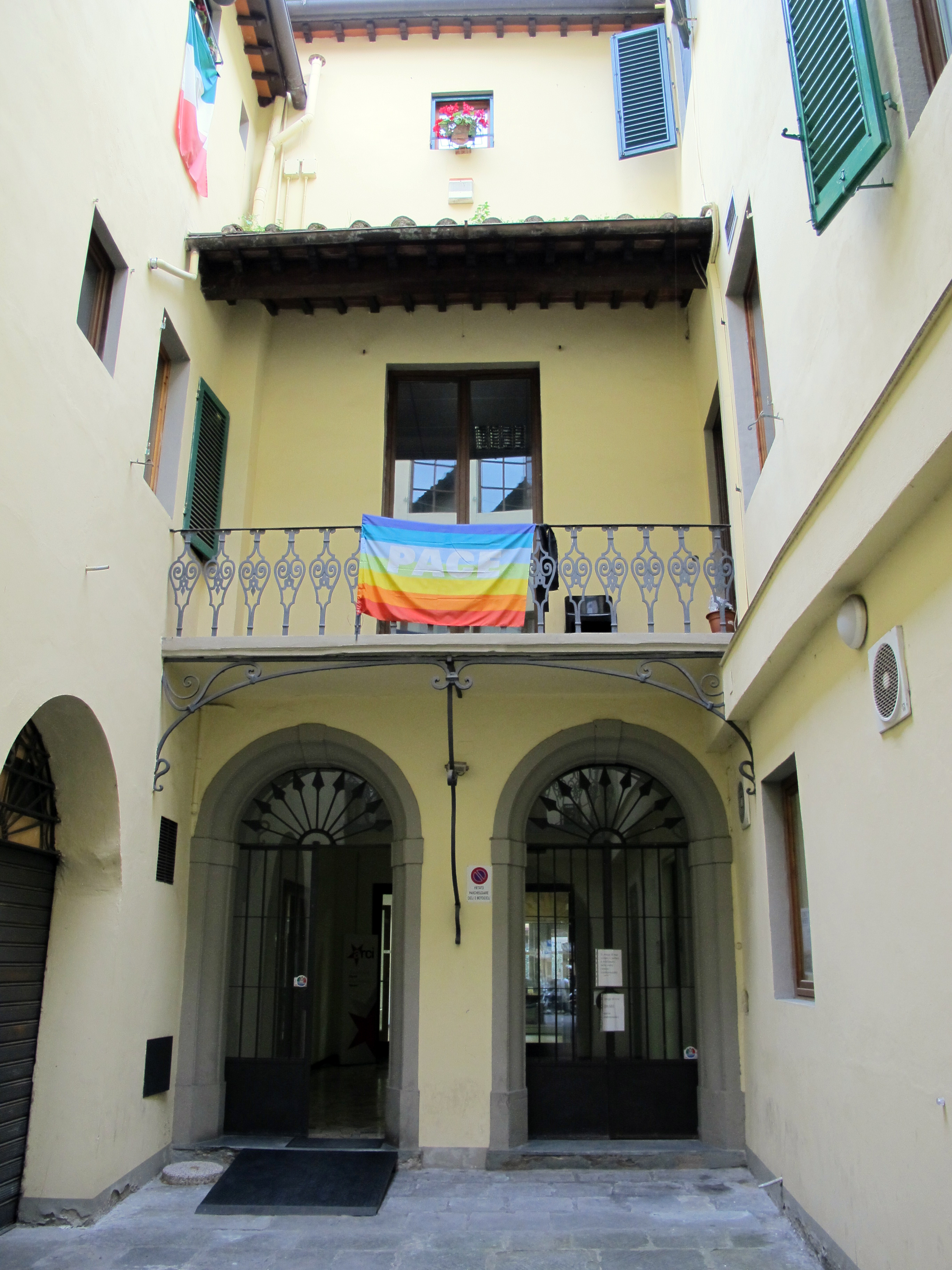
Il cortile interno